# Мач
Мач је оружје за блиску борбу, мада постоје и друге намене, као што су украсне или ритуалне. Састоји се од зашиљене једностране или двостране оштрице, причвршћене за држач (балчак) и заштићене металном навлаком (ток, корице или каније). Прецизна дефиниција појма варира са историјском епохом или географским регионом који се разматра. Мач се састоји од дугог сечива причвршћеног за балпки. Сечиво може бити равно или закривљено. Забадајући мачеви имају оштри врх на сечиву, и углавном су прави; расецајући мачеви имају заоштрену оштрицу на једној или обе стране сечива, и они су често закривљени. Многи мачеви су дизајнирани за обе намене пробадање и сечење.
Историјски гледано, мач је настао у бронзаном добу, повећавањем димензија и тежине ножа. Најранији примерци потичу из око 1600. п. н. е. Мачеви гвозденог доба остали су кратки и без накрснице. Спата, која се развила у касној римској војсци, је претходник европских мачева средњег века, који су првобитно усвојени као мачеви миграционог периода, и тек су у средишњој етапи средњег века, развијени у класични армијски мач са накрсницом. У енглеском језику је реч sword произашла из староенглеске речи sweord.
Неевропски мачеви укључују мачеве са једном оштрицом, као што је блискоисточни симитар, кинески дао и јапанска катана.

## Историја мача
Стари Грци су израђивали мачеве ксифос. Због непостојања довољно квалитетног метала (мачеви су се првобитно израђивали од бронзе) ти мачеви су били кратки и углавном су се развијали у правцу постизања што веће инерције за задавање што јачег ударца. Римљани су први употребљавали челичне мачеве (гладиус, спата). Римска техника мачевања се наслањала на грчку те су и мачеви били слични, са том разликом што је у римској војсци мач био главно а у старој грчкој - споредно оружје.
На почетку средњег века у Европи долази до развоја квалитетнијег челика и нових легура те мачеви постају гломазни и тешки. Средњовековна спата се развија од римске. Феудални витезови су, између осталих, користили и веома тешке мачеве који су се морали држати са обе руке - дворучни мач, који су касније преузеле разне најамничке групе широм Европе. Постојала је и нарочита синтеза у виду једноипоручног мача који се могао користити и са једном и са две руке (тзв. енг. bastard). У средњем веку, најбољи мачеви су прављени у Пасауу. Касније се том центру придружују многи други оружарски центри. Преко дамаска су увожене сабље (тзв. димискије) у Европу. Иако су по Дамаску добиле име, оне у израђиване у разним радионицама Блиског, али највише Средњег истока.
Номадски народи Азије су се углавном ослањали на сабље које су се у коњичким јуришима показале као незамењиве те су истима извршили јак утицај на Европске мачеве у истом периоду. Најпознатији европски градови за израду средњовековних мачева били су Толедо и Севиља у Шпанији, а Милано и Венеција у Италији. У нашем окружењу, најбољи и најлепши мачеви израђивани су у Дубровнику и Рисну у Црној Гори. Развој мачева и мачевања у Јапану имао је јако необичан ток (чему је сасвим сигурно допринела географска изолованост те земље) те су ратници ове земље остали ослоњени на катане или јапанске мачеве.
Са приближавањем Новог века, мачеви губе на војној намени, маси и величини. Једино се сабља задржава у формацијској употреби међу коњичким јединицама и као део парадне униформе, међу официрима.

### Праисторијска и древна историја
Прва оружја која се могу назвати „мачевима“ датирају из периода око 3300. п. н. е. Они су нађени у Арслантепу, Турска, и направљени су од арсенична бронзе. Они су око 60 cm (24 in) дуги. Неки од њих су украшени сребром.

#### Бронзано доба
Мач се развио из ножа или бодежа. Нож се разликује од бодежа по томе што нож има само једну оштрицу, док бодеж има две. Кад је прављење дужих оштрица постало могуће, од касног 3. миленијума п. н. е. у на Блиском истоку, први мачеви су израђивани од арсеничког бакра, а затим од калајне бронзе.
Сечива дужа од 60 cm (24 in) су била ретка и нису била практична до касног бронзаног доба пошто је Јангов модул бронзе релативно низак, и консеквентно дужа сечива би се лако савијала. Развој мача из бодежа је био постепен; прва оружја која се могу класификовати као мачеви без икаквих двосмислености су она пронађена на Минојском Криту, која потичу из времена око 1700. п. н. е. Она су досезала тоталну дужину од више од 100 cm. То су мачеви „типа А” из егејског бронзаног доба.
Једно од најважнијих, и најдуготрајнијих, типова мачева европског бронзаног доба био је тип Неи II (назван по Јулијусу Неи који их је описао), такође познат као „Griffzungenschwert”. Овај тип се први пут појавио око 13. века п. н. е. у Северној Италији (или генералној позадини поља са урнама), и задржали су се током знатног дела гвозденог доба, са животним веком од око седам векова. Током њиховог доба, металургија се променила из бронзе до гвожђа, док се основни дизајн задржао.
Неи II мачеви су били извожени из Европе до Егеја, и све до удаљених предела као што је Угарит, почевши од око 1200. п. н. е, другим речима само неколико декада пре финалног колапса дворских култура током колапса бронзаног доба. Неи II мачеви су могли да буду дуги и до 85 cm, мада је већина њих припадала опсегу од 60 до 70 cm. Роберт Друс је повезао Неи тип II мача, који су се проширили из Јужне Европе до Медитерана, са колапсом бронзаног доба. Неи II мачеви, заједно са нордијским мачевима са пуним балчаком, су били израђени са функционалношћу и естетиком на уму. Дршке тих мачева су биле лепо израђене и често су садржале лажне закивке како би мач био више визуелно привлачан. Мачеви пореклом из Данске и северне Немачке обично су садржали три или више лажна закивка на балчику.
Продукција мачева у Кини је потврђена од династије Шанг из бронзаног доба. Технологија израде бронзаних мачева досегла је своју највишу тачку током периода зараћених држава и династије Ћин. Међу мачевима периода зараћених држава, кориштене су неке од јединствених технологија, као што су ливење високо калајних ивица преко мекшег ниско калајног језгра, примена патерна облика дијаманта на оштрици (погледајте мач Гоуђена). Такође јединствено за кинеску бронзу је конзистентна употреба високо калајне бронзе (17–21% калаја) која је веома тврда и пуца ако је напрезање сувише велико, док су остале културе преферирале бронзу са нижим садржајем калаја (обично 10%), која се савија ако је превише напрегнута. Мада су гвоздени мачеви прављени упоредо да бронзаним, тек је у раном Хан периоду гвожђе потпуно заменило бронзу.
На Индијском потконтиненту, најранији доступни мачеви бронзаног периода од бакра су откривени на локација цивилизације долине Инда у северозападним регионима јужне Азије. Мачеви су били откривени међу археолошким налазима широм региона Ганг-Џамуна-Доаб Индијског потконтинента. Они су израђени од бронзе и још чешће од бакра. Разноврсни узорци су откривени у Фатехгару, који су имали неколико типова дршки. Ови мачеви потичу из различитих делова периода 1700–1400 п. н. е, мада је могуће да су у већој мери кориштени током почетних векова првог миленијума п. н. е.

#### Гвоздено доба
Гвожђе је постало све заступљеније од 13. века п. н. е. Пре тога употреба мача је била мање фреквентна. Гвожђе није било каљено мада је често садржало довољно угљеника, али је било ударањем чекићом отврднуто попут бронзе. Ово је чинило гвоздене мачеве упоредивим или нешто мало бољим у погледу јачине и тврдоће од бронзаних мачева. Они су се још увек савијали при употреби уместо да враћају у почетни облик. Међутим лакша производња, и већа доступност сировина су омогућили лакше опремање читавих армија металним оружјем, мада су египатске армије бронзаног доба исто тако биле потпуно опремљене бронзаним оружјем.
Древни мачеви се често налазе у гробницама. Мач је често постављен на десној страни тела. Много пута је мач био стављен преко покојника. У многим гробовима из касног гвозденог доба, мач и корице су савијени на 180 степени. То је познато као убијање мача. Судећи по томе они су вероватно сматрали мачеве најпотентнијим и најмоћнијим објектима.
У лето 2018, једна осмогодишња девојчица је пронашла мач направљен од дрвета и коже, за који је утврђено да потиче из гвозденог доба, у језеру Видестен у Скандинавији.

#### Грчко-римско доба
До времена класичне антике, Партског и Сасанидског царства у Ирану, гвоздени мачеви су били уобичајени. Грчки ксифос и римски гладијус су широко заступљени примери тог типа, дуги око 60—70 cm (24—28 in). Касно Римско царство увело је дужу спату (што је термин за њихове моћнике, спатарије, који је постао назив дворског ранга у Константинопољу), и од тог времена, термин дуги мач се примењује за мачеве који су релативно дуги за њихове респективне периоде. Мачеви из Партског и Сасанидског царства били су исто тако сасвим дуги, са дужинама оштрица дела касних сасанидских мачева од скоро једног метра.
Мачеви су такође кориштени за извршавање разних телесних казни, као што је нехируршка ампутација или смртна казна декапитацијом. Употреба мача као часног оружја, се сматрала у Европи од римских времена привилегијом која је била резервисана за племство и више класе.
Дело Периплус Еритрејског мора помиње мачеве од индијског гвожђа и челика који су извожени из античке Индије у Грчку. Оштрице са Индијског потконтинента направљене од дамаског челика такође су пронашле свој пут до Персије.

#### Персијска антика
У првом миленијуму п. н. е. персијске армије су користиле мач који је оригинално био скитског дизајна, са именом акинака (акинаке). Међутим, велика освајања Персијанаца су учинила тај мач познатијим као персијско оружје, до те мере да је истинска природа тог оружја била донекле изгубљена, јер је име акинака било кориштено за све облике мача у персијској армији у употреби у том периоду.
Сматра се да је изворна акинака била мач са две оштрице дуг 14 до 18 инча. Дизајн није био униформан и дршка је могла да буде заокружена са рукохватом који је подсећао на болок бодеж, или је оглавље могло да буде подељено или да буде израђено у виду „антене”. Корице су обично биле велике, са декоративним улазом. Било је омогућено да се корице окаче на појас на десној страни корисника. Због тога се претпоставља да је мач требало да буде извлачен са оштрицом умереном надоле, у приправности за изненадне нападе.
У 12. веку, Селџучка династија је увела закривљене шамшире у Персију, и они су били у широкој употреби до почетка 16. века.

#### Кинеска антика
Кинески гвоздени мачеви су се појавили у каснијем периоду Западне династије Џоу, али гвоздени и челични мачеви нису били у широкој употреби до времена династије Хан и 3. века п. н. е. Кинески дао (刀 пинјин dāo) има једно сечиво, понекад се назива сабља или широки мач, и Ђен (劍 или 剑 пинјин jiàn) са две оштрице. Џанмадао (дословно „мач за сечење коња”), је ектремно дуг, анти-коњички мач из ере династије Сонг.

## Врсте мачева
Мачеви се разликују по тежини, облику, периоду па и посебној намени за коју су прављени. По намени мачеви се могу поделити на: борбене, спортске, украсне, ритуалне, плесне (као реквизит) и остале.
Основна подела борбених мачева је на лаке и на тешке. Лаки борбени мачеви се могу поделити на: сабље, рапире и шпаде. Тешки борбени или дуги мачеви се могу поделити на: дворучне, једноипоручне (популарнији под називом bastard) и једноручне.
Спортски мачеви су: (спортски) мач, (спортска) сабља и флорет.

## Мачеви данас
Са развојем ватреног оружја мач је попримио углавном симболичко значење те га у данашњим војскама искључиво држе ради декорације. Приликом предаје мач се предаје непријатељу, а приликом деградације се официру мач узима и ломи.
Мачем се данас ипак највише служе спортисти који се баве мачевањем.

## Галерија
- Мачеви касног средњег века
- Швајцарски дуги мач (дворучњак из XV или XVI века)
- Скијавонеска или словенски мач, из Србије 15. века.
- Мач Вуковац (XV век).